# Management consulting
Management consulting, på svenska managementkonsultation, är konsultverksamhet som arbetar med ledningsgrupper, styrelser och andra styrande organ samt chefshierarkier, inom företag och andra organisationer.
En konsult som erbjuder tjänster som managementkonsult arbetar på ledningens uppdrag i behov av tillfällig kompetens om företagsövergripande problemställningar och har denna roll som ett yrke. Managementkonsulten arbetar ofta efter en modell som innebär ständiga förbättringar i processen för ledningsutveckling samt tillämpar de internationella etiska regler och professionell kompetens som krävs. Tjänsten "chef att hyra" är t.ex. inte managementkonsulting då man som chefskonsult är operativt ansvarig i dess verksamhet och ej som extern resurs. 
Managementkonsulten ger rekommendationer och föreslår insatser men fattar inte operativa beslut för kunden och driver inte heller kundens verksamhet. Redovisningsbyråer, IT-konsulter, försäljningkonsulter etc är inte managementkonsulter utan specialistkonsulter. Däremot kan managementkonsulter vara involverade i implementationsstadiet (utöver strategistadiet i processmodellen). Managementkonsulter tas vanligtvis in av företag vid frågor som kräver ytterligare tillsyn och uppmärksamhet utöver ordinarie personalresursers tid och förmåga.
Den första konsultfirman inom management var Arthur D. Little, grundad i slutet på 1890-talet av MIT-professorn med samma namn. Även om företaget så småningom tog sig an generella management-frågor var det under sina första år specialiserat på teknikforskning. Den första renodlade management- och strategikonsultfirman var McKinsey & Company, som grundades i Chicago 1926 av James O. McKinsey. Idag finns många företag i Sverige som erbjuder tjänster inom området. Connecta är ett av de större svenskägda managementkonsultbolagen. Accenture, PwC, KPMG, EY, Deloitte, McKinsey & Company, Oliver Wyman, Boston Consulting Group och Bain & Company är exempel på större internationella aktörer med svensk närvaro.
Management consulting syftar ytterst till att stödja ledningen i utmanande situationer. För detta arbete används ett flertal olika modeller och metoder. Allt ifrån nulägesanalyser och åtgärdsförslag till mer handfasta metoder där konsulten arbetar sida vid sida med ledningen utifrån en strukturerad arbetsmodell. Det finns inte en enhetlig eller exakt definition av vad som utgör eller kan utgöra föremål för en managementkonsultation. Avtalsrelationen mellan klient och konsult dikterar villkoren för tjänstemodellens samarbetsform.
Management consulting regleras internationellt av följande ISO-standard: ISO 20700.